# ایستگاه راه‌آهن بین‌المللی اشفورد
ایستگاه راه‌آهن بین‌المللی اشفورد (انگلیسی: Ashford International railway station) یک ایستگاه در اشفورد، کنت، انگلستان است که جزئی از خط اصلی جنوب شرقی، خط ۱ قطار تندرو بریتانیا و یورواستار است.
این ایستگاه که در سال ۱۸۴۲ تأسیس شده در سال ۱۶–۲۰۱۵ میلادی ۳٫۷۶۵ میلیون مسافر جابه‌جا کرده‌است.

## نگارخانه

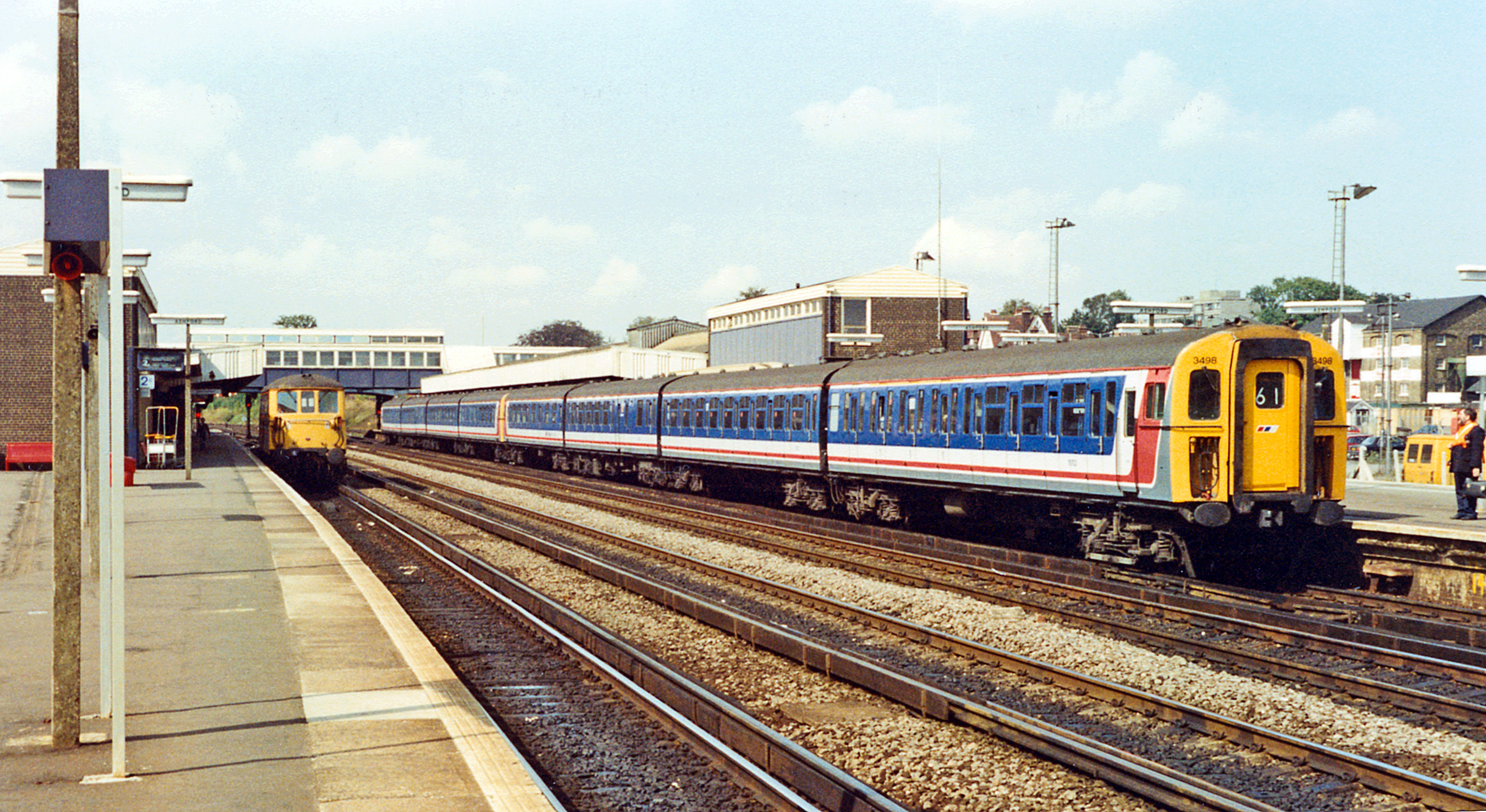
۱۹۹۰
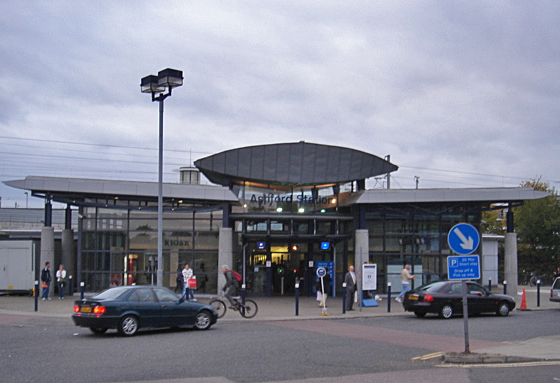